# Exequiel Palacios
Exequiel Alejandro Palacios (Famaillá, 5 ottobre 1998) è un calciatore argentino, centrocampista del Bayer Leverkusen e della nazionale argentina, con cui è diventato campione del mondo nel 2022 oltre che campione del Sud America nel 2021 e nel 2024.

## Carriera

### Club
Cresciuto nelle giovanili del River Plate, esordisce l'8 novembre 2015 in un match perso 2-0 contro il Newell's Old Boys. Con il club di Buenos Aires gioca per sei stagioni, vincendo due coppe nazionali (2016 e 2017), una Coppa Libertadores (2018) e una Recopa Sudamericana (2019).
Il 16 dicembre 2019 viene ufficializzato il suo trasferimento al Bayer Leverkusen.

### Nazionale
Nel 2017 partecipa con la nazionale Under-20 argentina al Campionato mondiale, disputando 3 match.
Il 17 agosto 2018 viene convocato per la prima volta in nazionale maggiore dal neo-CT Lionel Scaloni.

## Statistiche

### Presenze e reti nei club
Statistiche aggiornate al 1º dicembre 2024.
| Stagione                | Squadra                 | Campionato              | Campionato | Campionato | Coppe nazionali | Coppe nazionali | Coppe nazionali | Coppe continentali | Coppe continentali | Coppe continentali | Altre coppe | Altre coppe | Altre coppe | Totale | Totale |
| Stagione                | Squadra                 | Comp                    | Pres       | Reti       | Comp            | Pres            | Reti            | Comp               | Pres               | Reti               | Comp        | Pres        | Reti        | Pres   | Reti   |
| ----------------------- | ----------------------- | ----------------------- | ---------- | ---------- | --------------- | --------------- | --------------- | ------------------ | ------------------ | ------------------ | ----------- | ----------- | ----------- | ------ | ------ |
| 2015                    | River Plate             | PD                      | 1          | 0          | CA              | 0               | 0               | CL                 | 0                  | 0                  | RS          | 0           | 0           | 1      | 0      |
| 2016                    | River Plate             | PD                      | 1          | 0          | CA              | 0               | 0               | CL                 | 0                  | 0                  | RS          | 0           | 0           | 1      | 0      |
| 2016-2017               | River Plate             | PD                      | 8          | 0          | CA              | 1               | 1               | CL                 | 1                  | 0                  |             | -           | -           | 10     | 0      |
| 2017-2018               | River Plate             | PD                      | 9          | 2          | CA              | 3               | 2               | CL                 | 11                 | 1                  |             | -           | -           | 23     | 5      |
| 2018-2019               | River Plate             | PD                      | 14         | 1          | CA+CS           | 6+4             | 2+0             | CL                 | 9                  | 0                  | Cmc+RS      | 2+2         | 0+0         | 37     | 3      |
| 2019-2020               | River Plate             | PD                      | 15         | 1          | CA              | 0               | 0               | CL                 | 0                  | 0                  |             | -           | -           | 15     | 1      |
| Totale River Plate      | Totale River Plate      | Totale River Plate      | 48         | 4          |                 | 14              | 5               |                    | 21                 | 1                  |             | 4           | 0           | 87     | 10     |
| gen.-ago. 2020          | Bayer Leverkusen        | BL                      | 3          | 0          | CG              | 2               | 0               | UEL                | 2                  | 0                  | -           | -           | -           | 7      | 0      |
| 2020-2021               | Bayer Leverkusen        | BL                      | 9          | 0          | CG              | 2               | 0               | UEL                | 2                  | 0                  | -           | -           | -           | 13     | 0      |
| 2021-2022               | Bayer Leverkusen        | BL                      | 23         | 2          | CG              | 2               | 0               | UEL                | 7                  | 1                  | -           | -           | -           | 32     | 3      |
| 2022-2023               | Bayer Leverkusen        | BL                      | 25         | 4          | CG              | 1               | 0               | UCL+UEL            | 2+6                | 0+1                | -           | -           | -           | 34     | 5      |
| 2023-2024               | Bayer Leverkusen        | BL                      | 24         | 4          | CG              | 3               | 2               | UEL                | 9                  | 0                  | -           | -           | -           | 36     | 6      |
| 2024-2025               | Bayer Leverkusen        | BL                      | 7          | 1          | CG              | 2               | 0               | UCL                | 6                  | 0                  | SG          | -           | -           | 15     | 1      |
| Totale Bayer Leverkusen | Totale Bayer Leverkusen | Totale Bayer Leverkusen | 91         | 11         |                 | 12              | 2               |                    | 34                 | 2                  |             | -           | -           | 137    | 15     |
| Totale carriera         | Totale carriera         | Totale carriera         | 139        | 15         |                 | 26              | 7               |                    | 55                 | 3                  |             | 4           | 0           | 224    | 25     |

### Cronologia presenze e reti in nazionale
| Cronologia completa delle presenze e delle reti in nazionale ― Argentina | Cronologia completa delle presenze e delle reti in nazionale ― Argentina | Cronologia completa delle presenze e delle reti in nazionale ― Argentina | Cronologia completa delle presenze e delle reti in nazionale ― Argentina | Cronologia completa delle presenze e delle reti in nazionale ― Argentina | Cronologia completa delle presenze e delle reti in nazionale ― Argentina | Cronologia completa delle presenze e delle reti in nazionale ― Argentina | Cronologia completa delle presenze e delle reti in nazionale ― Argentina |
| Data                                                                     | Città                                                                    | In casa                                                                  | Risultato                                                                | Ospiti                                                                   | Competizione                                                             | Reti                                                                     | Note                                                                     |
| ------------------------------------------------------------------------ | ------------------------------------------------------------------------ | ------------------------------------------------------------------------ | ------------------------------------------------------------------------ | ------------------------------------------------------------------------ | ------------------------------------------------------------------------ | ------------------------------------------------------------------------ | ------------------------------------------------------------------------ |
| 7-9-2018                                                                 | Los Angeles                                                              | Argentina                                                                | 3 – 0                                                                    | Guatemala                                                                | Amichevole                                                               | -                                                                        | 66’                                                                      |
| 12-9-2018                                                                | East Rutherford                                                          | Colombia                                                                 | 0 – 0                                                                    | Argentina                                                                | Amichevole                                                               | -                                                                        | 54’                                                                      |
| 5-9-2019                                                                 | Los Angeles                                                              | Cile                                                                     | 0 – 0                                                                    | Argentina                                                                | Amichevole                                                               | -                                                                        | 53’                                                                      |
| 10-9-2019                                                                | San Antonio                                                              | Argentina                                                                | 4 – 0                                                                    | Messico                                                                  | Amichevole                                                               | -                                                                        | 54’                                                                      |
| 13-10-2020                                                               | La Paz                                                                   | Bolivia                                                                  | 1 – 2                                                                    | Argentina                                                                | Qual. Mondiali 2022                                                      | -                                                                        | 90+1’                                                                    |
| 12-11-2020                                                               | Buenos Aires                                                             | Argentina                                                                | 1 – 1                                                                    | Paraguay                                                                 | Qual. Mondiali 2022                                                      | -                                                                        | 60’                                                                      |
| 3-6-2021                                                                 | Santiago del Estero                                                      | Argentina                                                                | 1 – 1                                                                    | Cile                                                                     | Qual. Mondiali 2022                                                      | -                                                                        | 81’                                                                      |
| 8-6-2021                                                                 | Barranquilla                                                             | Colombia                                                                 | 2 – 2                                                                    | Argentina                                                                | Qual. Mondiali 2022                                                      | -                                                                        | 54’                                                                      |
| 14-6-2021                                                                | Rio de Janeiro                                                           | Argentina                                                                | 1 – 1                                                                    | Cile                                                                     | Coppa America 2021 - 1º turno                                            | -                                                                        | 68’                                                                      |
| 18-6-2021                                                                | Brasilia                                                                 | Argentina                                                                | 1 – 0                                                                    | Uruguay                                                                  | Coppa America 2021 - 1º turno                                            | -                                                                        | 52’                                                                      |
| 28-6-2021                                                                | Cuiabá                                                                   | Bolivia                                                                  | 1 – 4                                                                    | Argentina                                                                | Coppa America 2021 - 1º turno                                            | -                                                                        | 71’                                                                      |
| 10-7-2021                                                                | Rio de Janeiro                                                           | Argentina                                                                | 1 – 0                                                                    | Brasile                                                                  | Coppa America 2021 - Finale                                              | -                                                                        | 79’                                                                      |
| 2-9-2021                                                                 | Caracas                                                                  | Venezuela                                                                | 1 – 3                                                                    | Argentina                                                                | Qual. Mondiali 2022                                                      | -                                                                        | 75’                                                                      |
| 9-9-2021                                                                 | Buenos Aires                                                             | Argentina                                                                | 3 – 0                                                                    | Bolivia                                                                  | Qual. Mondiali 2022                                                      | -                                                                        | 82’                                                                      |
| 10-10-2021                                                               | Buenos Aires                                                             | Argentina                                                                | 3 – 0                                                                    | Uruguay                                                                  | Qual. Mondiali 2022                                                      | -                                                                        | 75’                                                                      |
| 14-10-2021                                                               | Buenos Aires                                                             | Argentina                                                                | 1 – 0                                                                    | Perù                                                                     | Qual. Mondiali 2022                                                      | -                                                                        | 90+5’                                                                    |
| 12-11-2021                                                               | Montevideo                                                               | Uruguay                                                                  | 0 – 1                                                                    | Argentina                                                                | Qual. Mondiali 2022                                                      | -                                                                        | 81’                                                                      |
| 29-3-2022                                                                | Guayaquil                                                                | Ecuador                                                                  | 1 – 1                                                                    | Argentina                                                                | Qual. Mondiali 2022                                                      | -                                                                        |                                                                          |
| 1-6-2022                                                                 | Londra                                                                   | Italia                                                                   | 0 – 3                                                                    | Argentina                                                                | Coppa dei Campioni CONMEBOL-UEFA 2022                                    | -                                                                        | 76’                                                                      |
| 5-6-2022                                                                 | Pamplona                                                                 | Argentina                                                                | 5 – 0                                                                    | Estonia                                                                  | Amichevole                                                               | -                                                                        | 62’                                                                      |
| 26-11-2022                                                               | Lusail                                                                   | Argentina                                                                | 2 – 0                                                                    | Messico                                                                  | Mondiali 2022 - 1º turno                                                 | -                                                                        | 69’                                                                      |
| 3-12-2022                                                                | Al Rayyan                                                                | Argentina                                                                | 2 – 1                                                                    | Australia                                                                | Mondiali 2022 - Ottavi di finale                                         | -                                                                        | 80’                                                                      |
| 13-12-2022                                                               | Lusail                                                                   | Argentina                                                                | 3 – 0                                                                    | Croazia                                                                  | Mondiali 2022 - Semifinale                                               | -                                                                        | 74’                                                                      |
| 28-3-2023                                                                | Santiago del Estero                                                      | Argentina                                                                | 7 – 0                                                                    | Curaçao                                                                  | Amichevole                                                               | -                                                                        | 50’                                                                      |
| 19-6-2023                                                                | Giacarta                                                                 | Indonesia                                                                | 0 – 2                                                                    | Argentina                                                                | Amichevole                                                               | -                                                                        | 85’                                                                      |
| 7-9-2023                                                                 | Buenos Aires                                                             | Argentina                                                                | 1 – 0                                                                    | Ecuador                                                                  | Qual. Mondiali 2026                                                      | -                                                                        | 89’                                                                      |
| 12-9-2023                                                                | La Paz                                                                   | Bolivia                                                                  | 0 – 3                                                                    | Argentina                                                                | Qual. Mondiali 2026                                                      | -                                                                        | 76’                                                                      |
| 16-11-2023                                                               | Buenos Aires                                                             | Argentina                                                                | 0 – 2                                                                    | Uruguay                                                                  | Qual. Mondiali 2026                                                      | -                                                                        | 64’ 90+2’                                                                |
| 9-6-2024                                                                 | Chicago                                                                  | Argentina                                                                | 1 – 0                                                                    | Ecuador                                                                  | Amichevole                                                               | -                                                                        | 86’                                                                      |
| 29-6-2024                                                                | Miami Gardens                                                            | Argentina                                                                | 2 – 0                                                                    | Perù                                                                     | Coppa America 2024 - 1º turno                                            | -                                                                        |                                                                          |
| 9-7-2024                                                                 | East Rutherford                                                          | Argentina                                                                | 2 – 0                                                                    | Canada                                                                   | Coppa America 2024 - Semifinale                                          | -                                                                        | 78’                                                                      |
| 15-10-2024                                                               | Buenos Aires                                                             | Argentina                                                                | 6 – 0                                                                    | Bolivia                                                                  | Qual. Mondiali 2026                                                      | -                                                                        | 65’                                                                      |
| 21-3-2025                                                                | Montevideo                                                               | Uruguay                                                                  | 0 – 1                                                                    | Argentina                                                                | Qual. Mondiali 2026                                                      | -                                                                        | 80’                                                                      |
| 25-3-2025                                                                | Buenos Aires                                                             | Argentina                                                                | 4 – 1                                                                    | Brasile                                                                  | Qual. Mondiali 2026                                                      | -                                                                        | 82’                                                                      |
| 5-6-2025                                                                 | Santiago del Cile                                                        | Cile                                                                     | 0 – 1                                                                    | Argentina                                                                | Qual. Mondiali 2026                                                      | -                                                                        |                                                                          |
| 10-6-2025                                                                | Buenos Aires                                                             | Argentina                                                                | 1 – 1                                                                    | Colombia                                                                 | Qual. Mondiali 2026                                                      | -                                                                        | 78’                                                                      |
| Totale                                                                   |                                                                          | Presenze                                                                 | 36                                                                       |                                                                          | Reti                                                                     | 0                                                                        |                                                                          |

## Palmarès

### Club

#### Competizioni nazionali
- Copa Argentina: 2

River Plate: 2015-2016, 2016-2017
- Campionato tedesco: 1

Bayer Leverkusen: 2023-2024
- Coppa di Germania: 1

Bayer Leverkusen: 2023-2024
- Supercoppa di Germania: 1

Bayer Leverkusen: 2024

#### Competizioni internazionali
- Coppa Libertadores: 1

River Plate: 2018
- Recopa Sudamericana: 1

River Plate: 2019

### Nazionale
- Coppa America: 2

Brasile 2021, Stati Uniti 2024
- Coppa dei Campioni CONMEBOL-UEFA: 1

Finalissima 2022
- Campionato mondiale: 1

Qatar 2022